# Feuermeister Kalen
Feuermeister Kalen (Polnischer Originaltitel Ogniomistrz Kaleń) ist ein polnischer Kriegsfilm von 1961, der auf dem Roman Feuerschein in den Beskiden von Jan Gerhard (eigentlich Viktor Lew Bardach, 1921–1971) basiert. Die Handlung ist 1945/46 im Südosten der Volksrepublik Polen angesiedelt und thematisiert die Kämpfe der polnischen Sicherheitskräfte gegen die nationalpolnische Widerstandgruppierung WIN und die Ukrainische Aufständische Armee (UPA). Die Uraufführung fand am 12. Oktober 1961 statt. Der Film wurde vom DEFA-Studio für Synchronisation deutsch synchronisiert und lief am 17. Januar 1969 in den Kinos der DDR an. Feuermeister war ein polnischer Artillerie-Dienstgrad analog zum Sergeanten.

## Handlung
Der polnische Feuermeister Hipolit Kalen hat im Zweiten Weltkrieg in der Polnischen Volksarmee gedient und wird nun zum Kampf gegen nationalpolnische und ukrainische Aufständische der WIN und der UPA in den Beskiden eingesetzt.
Nach einem Gefecht mit einer WIN-Truppe wird er gefangen genommen und gefoltert, jedoch freigelassen, als er sich als Verräter bzw. Überläufer ausgibt. Ihm gelingt die Flucht zur eigene Truppe, wird aber nach einem Gefecht mit der UPA wieder gefangen genommen und soll, wie seine Kameraden, durch Köpfen mit einem Beil hingerichtet werden.
Kalen gelingt erneut die Flucht. Er findet Unterschlupf in einer Kirche, die von der UPA als geheimes Quartier benutzt wird und in der sich auch Frauen und Kinder der UPA-Kämpfer aufhalten. Als die polnischen Regierungseinheiten die Kirche beschießen und aus der Kirche von der UPA mit einem Maschinengewehr Widerstand geleistet wird, wird Kalen durch die Kugeln seiner eigenen Kameraden getötet.

## Produktionsnotizen
Der Film basiert auf dem 1959 erschienenen Roman Feuerschein in den Beskiden von Jan Gerhard, der selbst an den Kämpfen in der Region auf Regierungsseite teilgenommen hatte.
Weitere Synchrontitel sind Sargento de artillería Kalen (Argentinien), Partisaanit (Finnland) und Mort aux SS (= Tod der SS, Frankreich).
Die deutsche Synchronregie führte Wolfgang Thal, Synchronsprecher waren unter anderem Werner Ehrlicher, Fred-Arthur Geppert, Hans Hardt-Hardtloff, Erhard Köster, Helmut Müller-Lankow, Horst Schön und Werner Schulz-Wittan. Ob die deutsche Synchronfassung noch existiert, ist nicht bekannt.